# Корреа, Кармелита
Кармелита Виридиана Корреа Сильва (исп. Carmelita Viridiana Correa Silva, род. 5 декабря 1988 года, Тонала) — мексиканская прыгунья с шестом. Шестикратная чемпионка Мексики (2012—2014, 2016—2018). Обладательница двух национальных рекордов.

## Биография и карьера
Дебютировала на международной арене в 2006 году. В 2011 году участвовала в Панамериканских играх, где заняла 10 место.

## Основные результаты
| Год  | Соревнования                                        | Место проведения                 | Место | Результат |
| ---- | --------------------------------------------------- | -------------------------------- | ----- | --------- |
| 2006 | Central American and Caribbean Junior Championships | Порт-оф-Спейн, Тринидад и Тобаго | 2     | 3,20 м    |
| 2007 | Pan American Junior Championships                   | Сан-Паулу, Бразилия              | 8     | 3,40 м    |
| 2008 | NACAC U-23 Championships                            | Толука-де-Лердо, Мексика         | 4     | 3,60 м    |
| 2011 | Central American and Caribbean Championships        | Маягуэс, Пуэрто-Рико             | 5     | 3,70 м    |
| 2011 | Панамериканские игры                                | Гвадалахара, Мексика             | 10    | 3,85 м    |
| 2012 | Ibero-American Championships                        | Баркисимето, Венесуэла           | 7     | 3,80 м    |
| 2013 | Central American and Caribbean Championships        | Морелия, Мексика                 | 1     | 3,95 м    |
| 2014 | Игры Центральной Америки и Карибского бассейна      | Халапа-Энрикес, Мексика          | 6     | 3,75 м    |
| 2015 | NACAC Championships                                 | Сан-Хосе, Коста-Рика             | 4     | 4,20 м    |
| 2018 | Игры Центральной Америки и Карибского бассейна      | Барранкилья, Колумбия            | —     | NM        |